# Kommunen Burundis
Die 117 Kommunen Burundis bilden die Verwaltungseinheit unterhalb der Provinzebene in Burundi. Die Kommunen wiederum sind in Collines unterteilt. Im Folgenden eine Liste der Kommunen des Landes, gegliedert nach Provinzen:

## Bubanza
- Bubanza
- Gihanga
- Musigati
- Mpanda
- Rugazi

## Bujumbura
- Bujumbura Mairie
- Buyenzi
- Bwiza
- Ngagara
- Nyakabiga
- Musaga
- Kanyosha
- Kamenge
- Kinama
- Rohero

## Bujumbura Rural
- Bugarama
- Isale
- Kabezi
- Kanyosha
- Mubimbi
- Mugongomanga
- Muhuta
- Mukike
- Mutambu
- Mutimbuzi
- Nyabiraba

## Bururi
- Burambi
- Bururi
- Buyengero
- Matana
- Mugamba
- Rumonge
- Rutovu
- Songa
- Vyanda

## Cankuzo
- Cankuzo
- Cendajuru
- Gisagara
- Kigamba
- Mishiha

## Cibitoke
- Buganda
- Bukinanyana
- Mabayi
- Mugina
- Murwi
- Rugombo

## Gitega
- Bugendana
- Bukirasazi
- Buraza
- Giheta
- Gishubi
- Gitega
- Itaba
- Makebuko
- Mutaho
- Nyanrusange
- Ryansoro

## Karuzi
- Bugenyuzi
- Buhiga
- Gihogazi
- Gitaramuka
- Mutumba
- Nyabikere
- Shombo

## Kayanza
- Butaganzwa
- Gahombo
- Gatara
- Kabarore
- Kayanza
- Matongo
- Muhanga
- Muruta
- Rango

## Kirundo
- Bugabira
- Busoni
- Bwambarangwe
- Gitobe
- Kirundo
- Ntega
- Vumbi

## Makamba
- Kayogoro
- Kibago
- Mabanda
- Makamba
- Nyanza-Lac
- Vugizo

## Muramvya
- Bukeye
- Kiganda
- Mbuye
- Muramvya
- Rutegama

## Muyinga
- Buhinyuza
- Butihinda
- Gashoho
- Gasorwe
- Giteranyi
- Muyinga
- Mwakiro

## Mwaro
- Bisoro
- Gisozi
- Kayokwe
- Ndava
- Nyabihanga
- Rusaka

## Ngozi
- Busiga
- Gashikanwa
- Kiremba
- Marangara
- Mwumba
- Ngozi
- Nyamurenza
- Ruhororo
- Tangara

## Rutana
- Bukemba
- Giharo
- Gitanga
- Mpinga-Kavoye
- Musongati
- Rutana

## Ruyigi
- Butaganzwa
- Butezi
- Bweru
- Gisuru
- Kinyinya
- Nyabitsinda
- Ruyigi